# دانیله گرکو (بازیکن فوتبال)
دانیله گرکو (انگلیسی: Daniele Greco؛ زادهٔ ۲۷ آوریل ۱۹۸۸) بازیکن فوتبال اهل ایتالیا است.
از باشگاه‌هایی که در آن بازی کرده‌است می‌توان به باشگاه فوتبال سورنتو کالچو، باشگاه فوتبال آسکولی، باشگاه ورزشی لاتزیو، باشگاه فوتبال ارورا پرو پاتریا ۱۹۱۹، و باشگاه فوتبال ساسولو اشاره کرد.
وی همچنین در تیم‌های ملی فوتبال زیر ۱۵ سال ایتالیا، زیر ۱۶ سال ایتالیا، زیر ۱۷ سال ایتالیا، زیر ۱۹ سال ایتالیا، و زیر ۲۰ سال ایتالیا بازی کرده‌است.